# Cormorán (P-41)
El Cormorán (P-41) fue un patrullero pesado, que sirvió durante cuatro años en la Armada Española, y que fue vendido a Colombia en 1995, como Espartana (PO-41) donde prestó servicio hasta febrero de 2012.

## Historial
Fue botado en los astilleros de Ferrol de la Empresa Nacional Bazán, actual Navantia, en octubre de 1985 por cuenta propia, sin que hubiera contrato de venta del buque con ningún país. El buque fue posteriormente aceptado por la Armada Española en 1989. 
En junio de 1992, colaboró en el ejercicio COMANFEX 1/92 en la costa almeriense. En marzo de 1993, participó en el ejercicio ANFIBEX 01/93 con una fuerza conjunta compuesta por unidades navales, aéreas y de Infantería de Marina. En septiembre de 1993, tomó parte en el ejercicio hispanoamericano anfibio PHIBLEX II/93. 
Fue dado de baja en la Armada Española a principios de 1994 y devuelto a la empresa nacional Bazán, que lo vendió a Colombia en 1995, donde fue rebautizado Espartana (PO-41) y donde prestó servicio en el cuerpo de Guardacostas hasta febrero de 2012, navegando en ese periodo  87 242 mn e incautó 30 toneladas de clorhidrato de cocaína y más de 2000 millones de pesos colombianos en contrabando.